# Purdue State Bank
La Purdue State Bank è un edificio storico di West Lafayette, Indiana, Stati Uniti, progettata dall'architetto americano e mentore di Frank Lloyd Wright Louis Sullivan.

## Storia
Completata nel 1914, la banca è la più piccola e meno costosa delle "Jewel Boxes" di Sullivan, una serie di banche del Midwest progettate in stile moderno alla fine della sua carriera. Costruito su un piccolo lotto trapezoidale tra due strade, la struttura è la meno decorata rispetto alla maggior parte degli altri lavori dell'architetto, dato che include solo pochi pannelli decorativi di terracotta. La costruzione dell'edificio costò $14.600, di cui solo circa il 10% fu pagato a Sullivan, il quale a malapena coprì le sue spese. Un giornale locale dell'epoca definì Sullivan "uno degli architetti di banche più noti degli Stati Uniti".
Durante gli anni '50, fu aggiunta una parte in pietra al retro dell'edificio e la porta originale fu convertita in una finestra e poi in un bancomat. L'edificio si trova a un isolato dall'Università di Purdue e attualmente ospita una filiale della Chase Bank.

## Galleria d'immagini

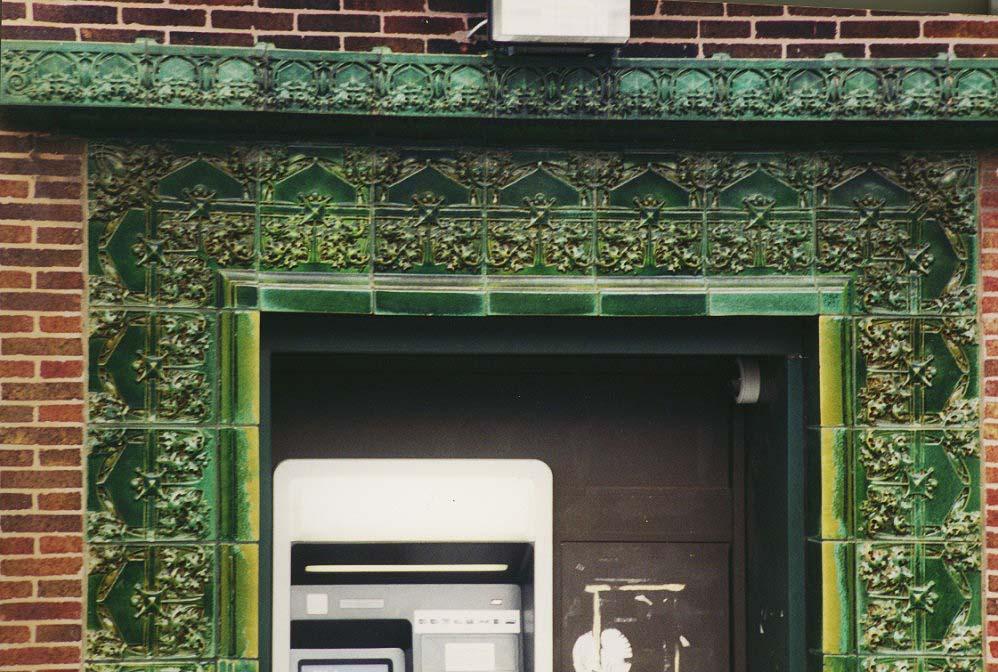
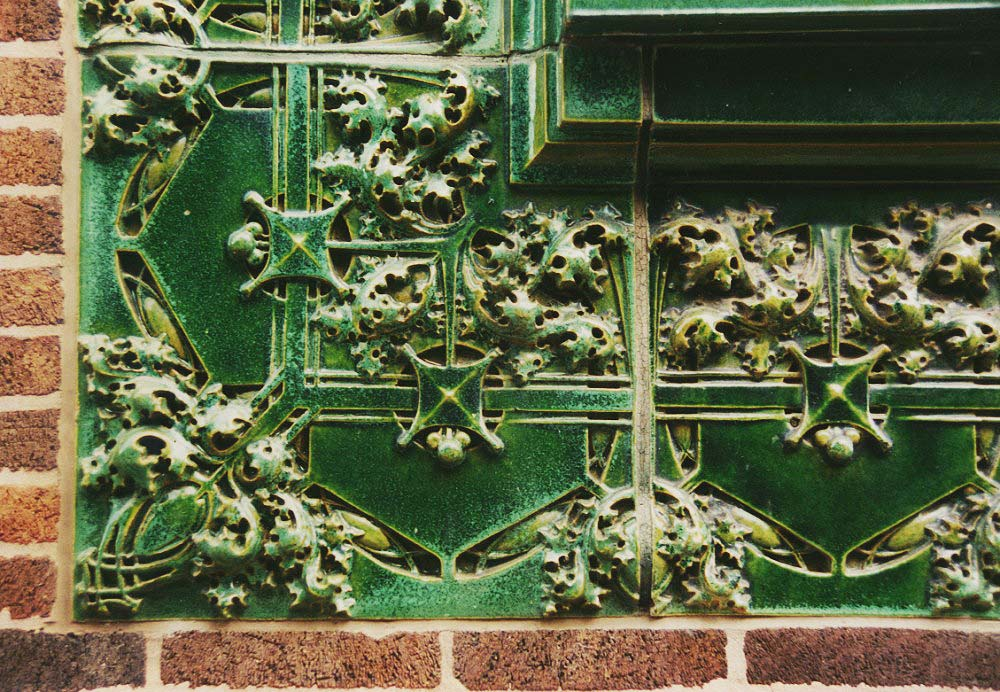
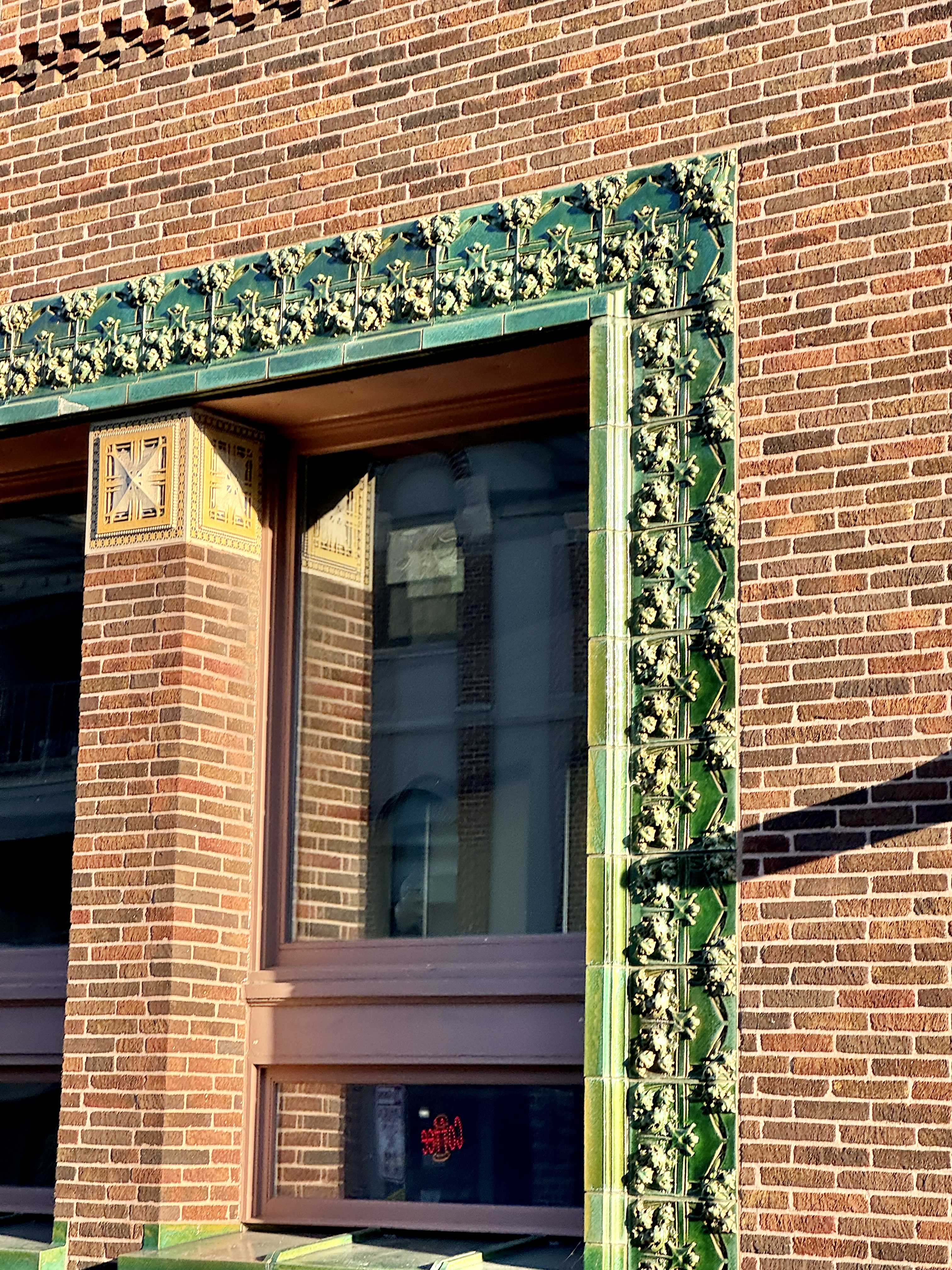
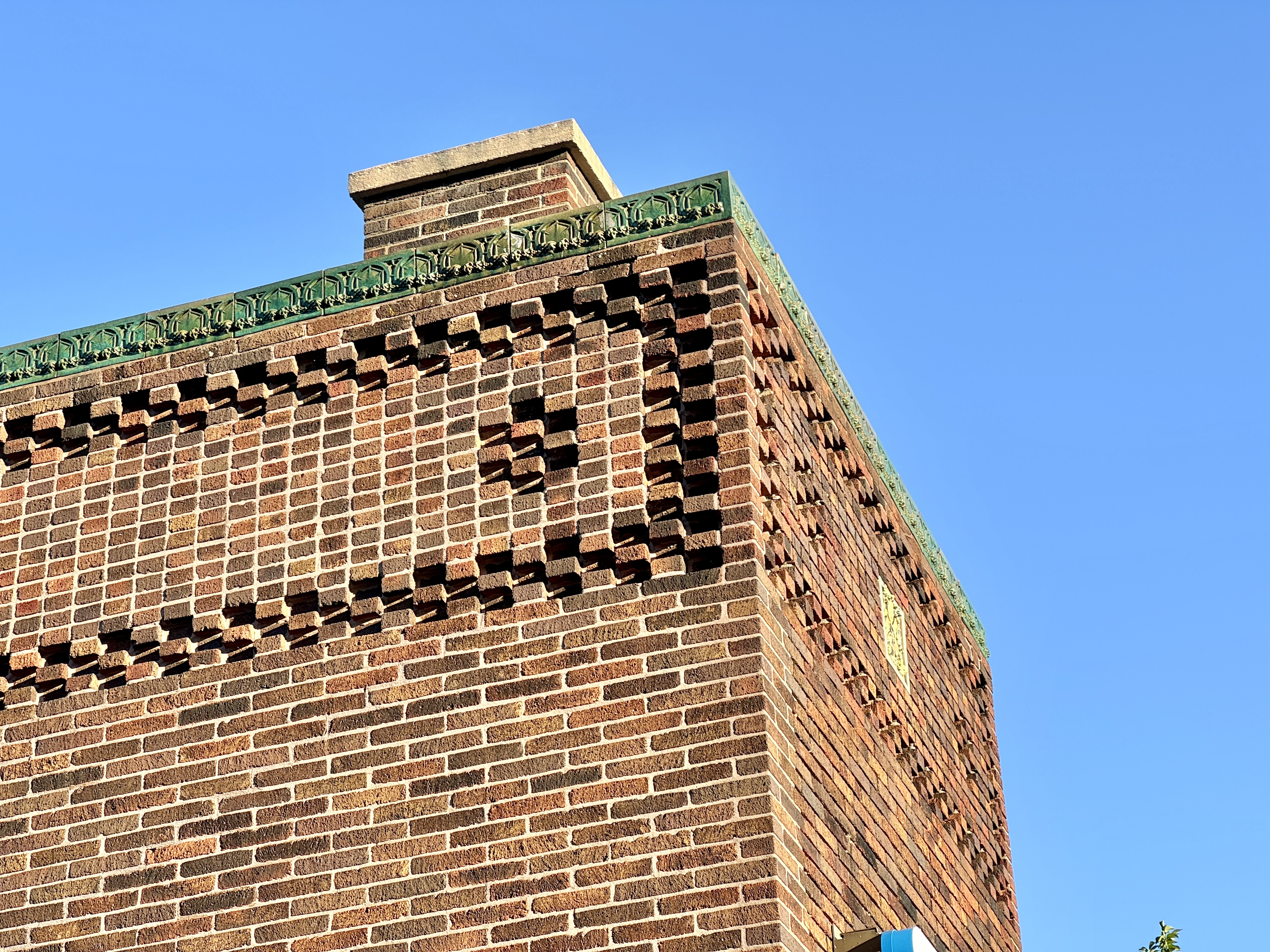
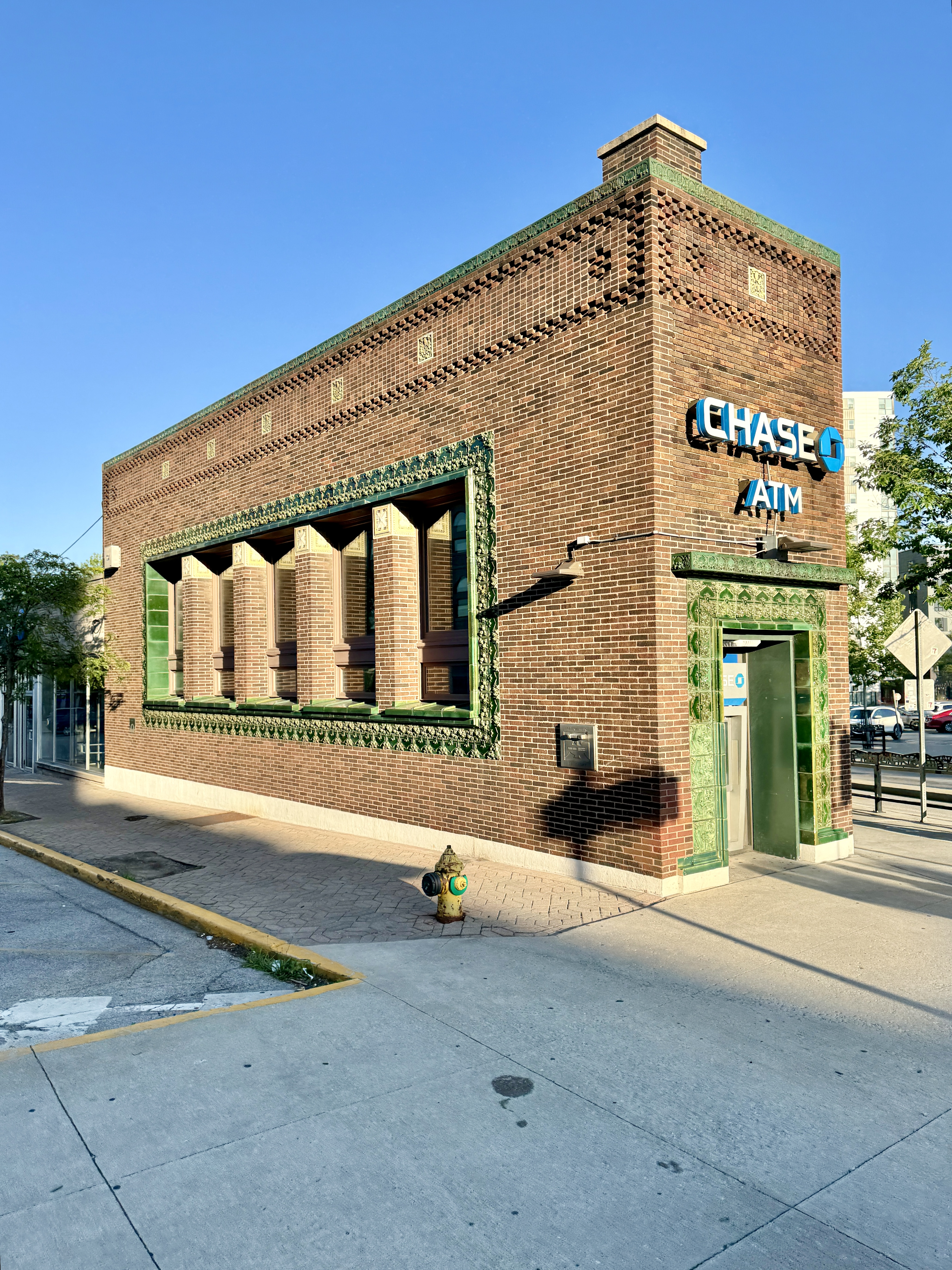
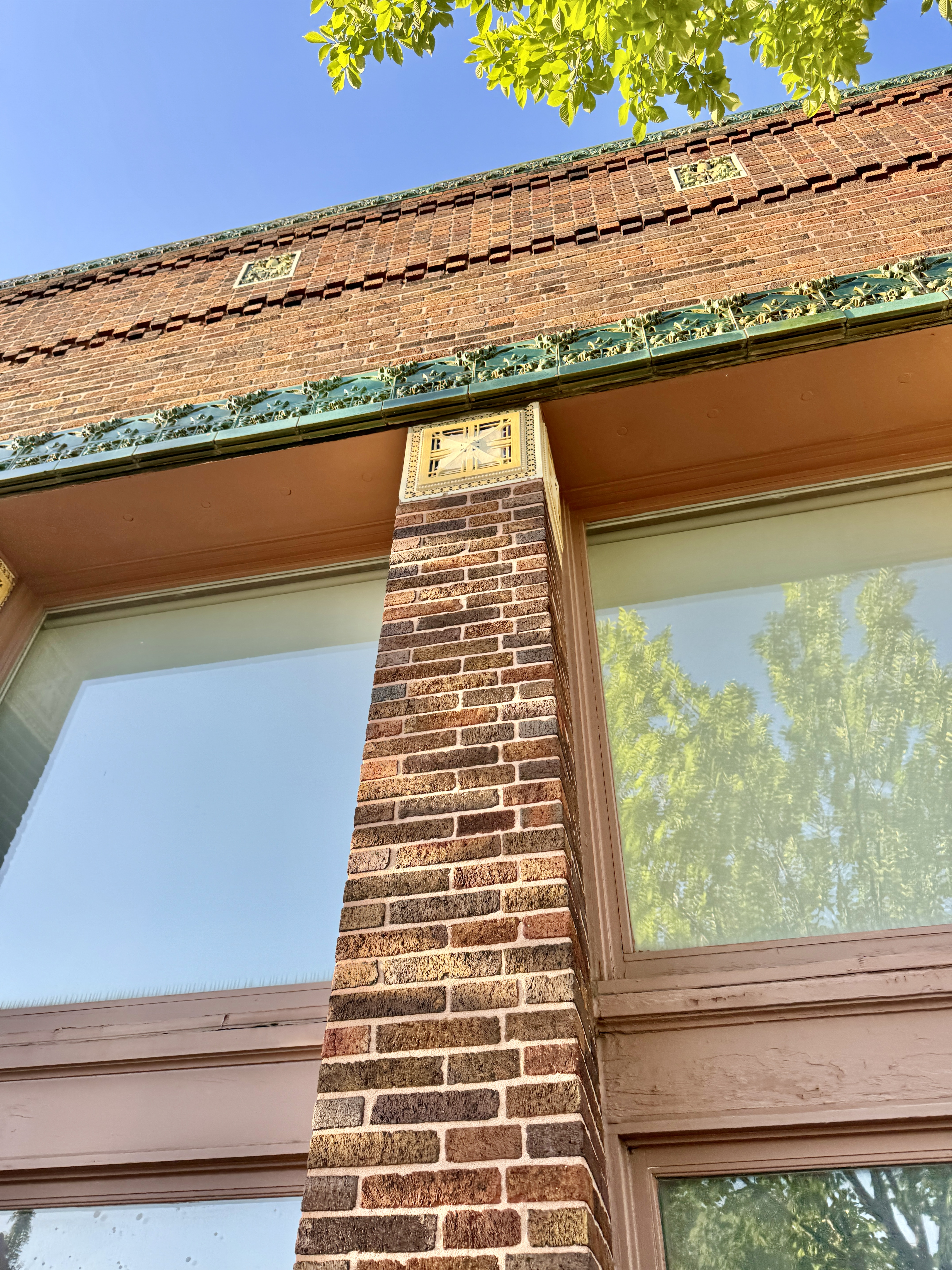
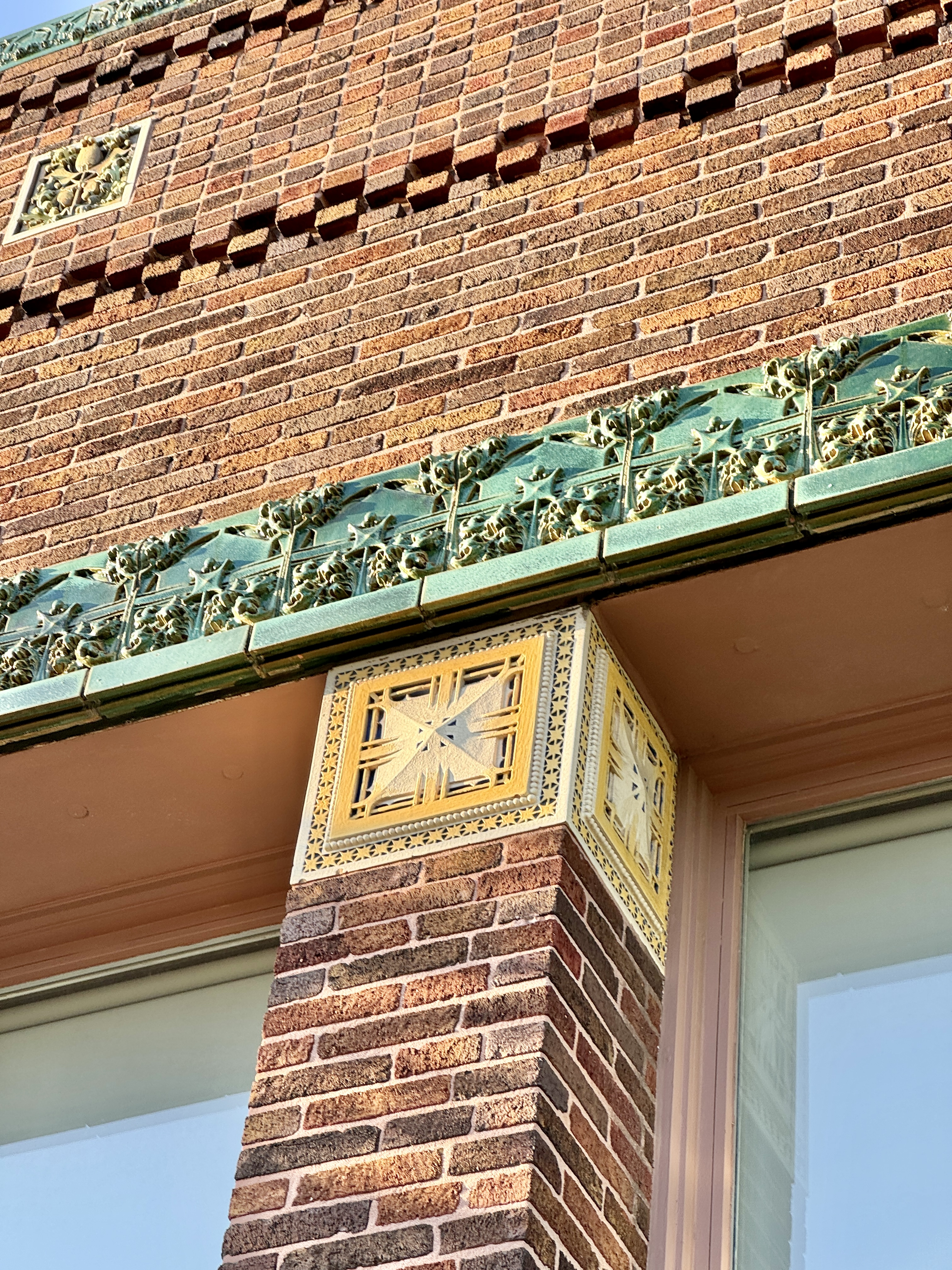